# Bonitasaura salgadoi
La bonitasaura (Bonitasaura salgadoi) è un dinosauro erbivoro, appartenente ai sauropodi titanosauri. Visse nel Cretacico superiore (Santoniano, circa 85 milioni di anni fa) e i suoi resti fossili sono stati ritrovati in Sudamerica (Argentina).

## Descrizione
I resti di questo dinosauro includono uno scheletro parziale di un esemplare subadulto (numerose vertebre, ossa delle zampe e mandibola con denti). I fossili hanno permesso di ricostruire un grosso quadrupede lungo nove metri, dotato di un cranio dalla spiccata convergenza con quello di un altro gruppo di sauropodi, i diplodocidi. La mandibola inferiore, infatti, possedeva un caratteristico margine tagliente immediatamente dietro a un set di denti molto ridotto, posizionati nella parte anteriore. Questo bordo, nell'animale in vita, sosteneva con tutta probabilità una guaina cheratinosa simile a un becco, che probabilmente era appaiata a una struttura simile presente nella mascella. La guaina cheratinosa funzionava come una sorta di ghigliottina, e permetteva di tagliare la vegetazione che Bonitasaura raccoglieva grazie ai denti a piolo posti nella parte anteriore delle mascelle. Questo dinosauro, inoltre, possedeva un collo relativamente corto (rispetto a quello degli altri sauropodi) e robuste proiezioni delle vertebre dorsali per le inserzioni muscolari: ciò indica che il collo era molto forte e veniva usato in attività che richiedevano sforzo, forse durante il nutrimento.

## Classificazione

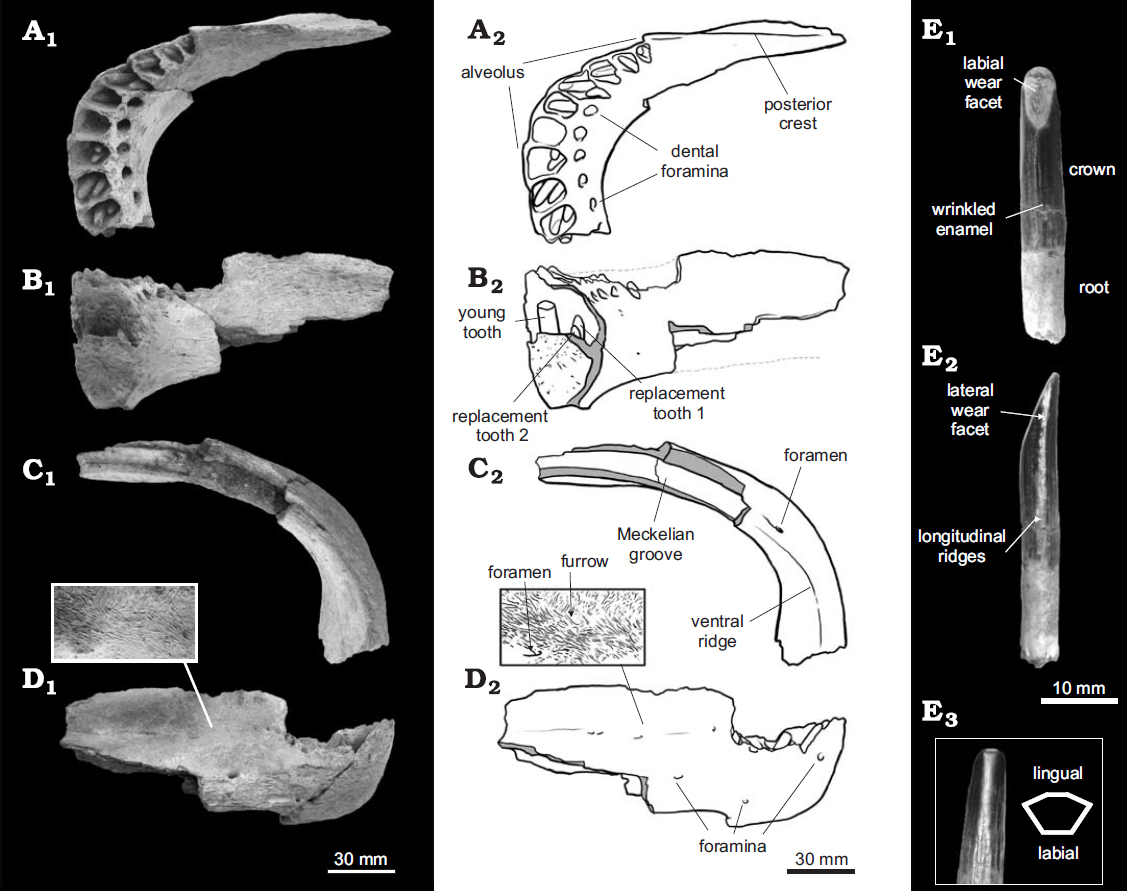
Fossili delle fauci di Bonitasaura

I fossili di bonitasaura sono un'ulteriore prova che, dopo la probabile estinzione dei sauropodi diplodocidi, alcune linee evolutive di titanosauri occuparono la medesima nicchia ecologica evolvendo strutture simili, come un cranio lungo e basso (al contrario di quello di molti macronari con le caratteristiche narici alte, ad esempio Giraffatitan ed Euhelopus) e mandibole squadrate e dotate di denti a piolo. Le proporzioni delle zampe, inoltre, erano invertite (con quelle anteriori più corte delle posteriori, al contrario di molti macronari) ed era presente una "coda a frusta" rudimentale. Il ritrovamento di Bonitasaura, inoltre, getta nuova luce sui fossili di Antarctosaurus, un sauropode strettamente imparentato e visto a volte come una chimera costituita da fossili di titanosauro (cranio e corpo) e di diplodocide (mandibola).

## Significato del nome
I resti di Bonitasaura sono stati ritrovati nella formazione Bajo de la Carpa, nella Provincia di Río Negro in Argentina. Il nome deriva da quello della cava in cui sono stati ritrovati i fossili ("La Bonita"), mentre l'epiteto specifico (salgadoi) si riferisce a Leonardo Salgado, un noto paleontologo argentino.